# Картопляники
Картопля́ники — блюдо восточнославянской кухни, готовится из отваренного и размятого картофеля. К нему добавляют муку, сырое яйцо, делают из получившейся массы котлеты, обваливают в муке, и жарят на масле или смальце. Для начинки используют мясо, шкварки, грибы, сельдь, чернослив, варёное яйцо, зелёный лук, укроп, петрушку.
Картопляники подают с молоком, квасным молоком, ряженкой, сметаной, жареным салом. Наиболее распространены на западных и северных территориях Украины, в других районах также пользуются большой популярностью.